# Велетні (картина Гої)
«Велетні» (ісп. Las gigantillas) — картина іспанського художника Франсіско Гої, близько 1791-1792 року. Полотно належить до сьомої серії картонів Гої, написаної ним за замовленням Королівської шпалерної мануфактури для кабінету короля Карла IV в Ескоріалі. «Велетні» ж були призначені для спальні королівської родини у палаці Ель-Пардо. Картина була передана Королівській шпалерній мануфактурі між 1856 та 1857 рокам в Королівському палаці у Мадриді, звідки зникла у 1869 році.

## Опис картини
На панно зображена дитяча гра, де одна дитина видерлася на іншу.